# Aequorea eurhodina
Aequorea eurhodina är en nässeldjursart som beskrevs av Péron och Charles Alexandre Lesueur 1809. Aequorea eurhodina ingår i släktet Aequorea och familjen Aequoreidae. Inga underarter finns listade i Catalogue of Life.